# Lake Placid Speedskating Oval
El Lake Placid Speedskating Oval oficialmente llamado James B. Sheffield Olympic Skating Rink (en español, Pista de patinaje olímpica James B. Sheffield) es un estadio al aire libre ubicado en la ciudad de Lake Placid, estado de Nueva York, EE.UU.. El recinto acogió las ceremonias de apertura y clausura de los Juegos Olímpicos de Invierno de 1932.
Durante los Juegos Olímpicos de Invierno de 1932 se realizaron las pruebas de Patinaje artístico sobre hielo, Patinaje de velocidad sobre hielo y seis de los doce partidos del torneo olímpico de hockey sobre hielo. El estadio también fue la zona de partida y llegada de las competiciones de esquí de fondo. En estos juegos junto a la pista de hielo se construyó una tribuna provisoria con capacidad para 7.500 personas que fue demolida después de los juegos. Dos semanas después de los Juegos Olímpicos de 1932, se celebró en la pista el Campeonato Mundial de Patinaje de Velocidad sobre Hielo de 1932.
Cuando Lake Placid recibió los Juegos Olímpicos de Invierno de 1980, la pista fue sede del Patinaje de velocidad sobre hielo, en donde Eric Heiden ganó un total de cinco medallas de oro y estableció un récord mundial con un tiempo de 14:28,13 minutos en los 10.000 metros.
En esta pista se desarrollaron además el Campeonato Mundial de Patinaje de Velocidad sobre Hielo en Distancia Corta de 1978 y el Campeonato Mundial de Patinaje de Velocidad sobre Hielo de 1989.

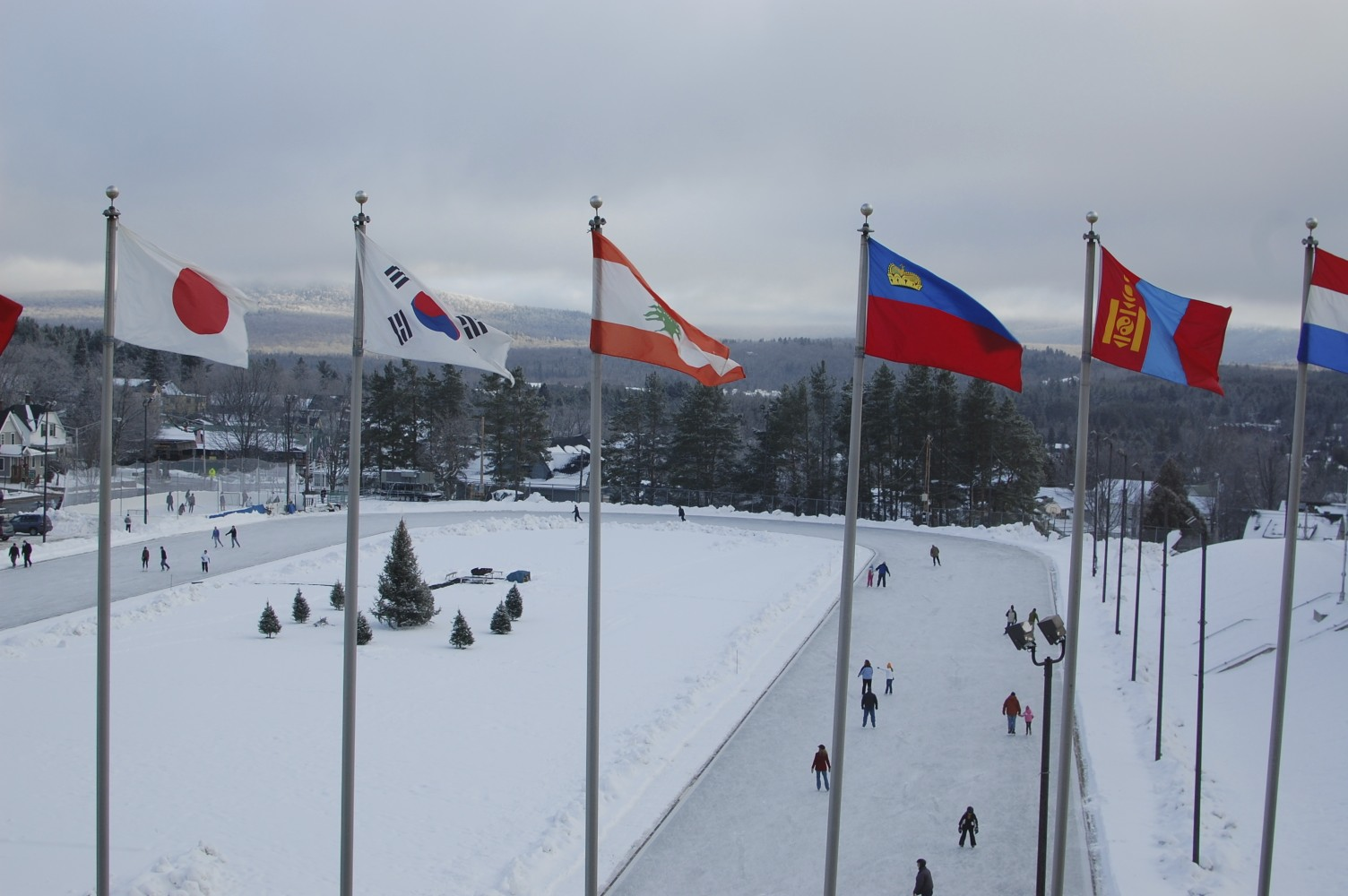
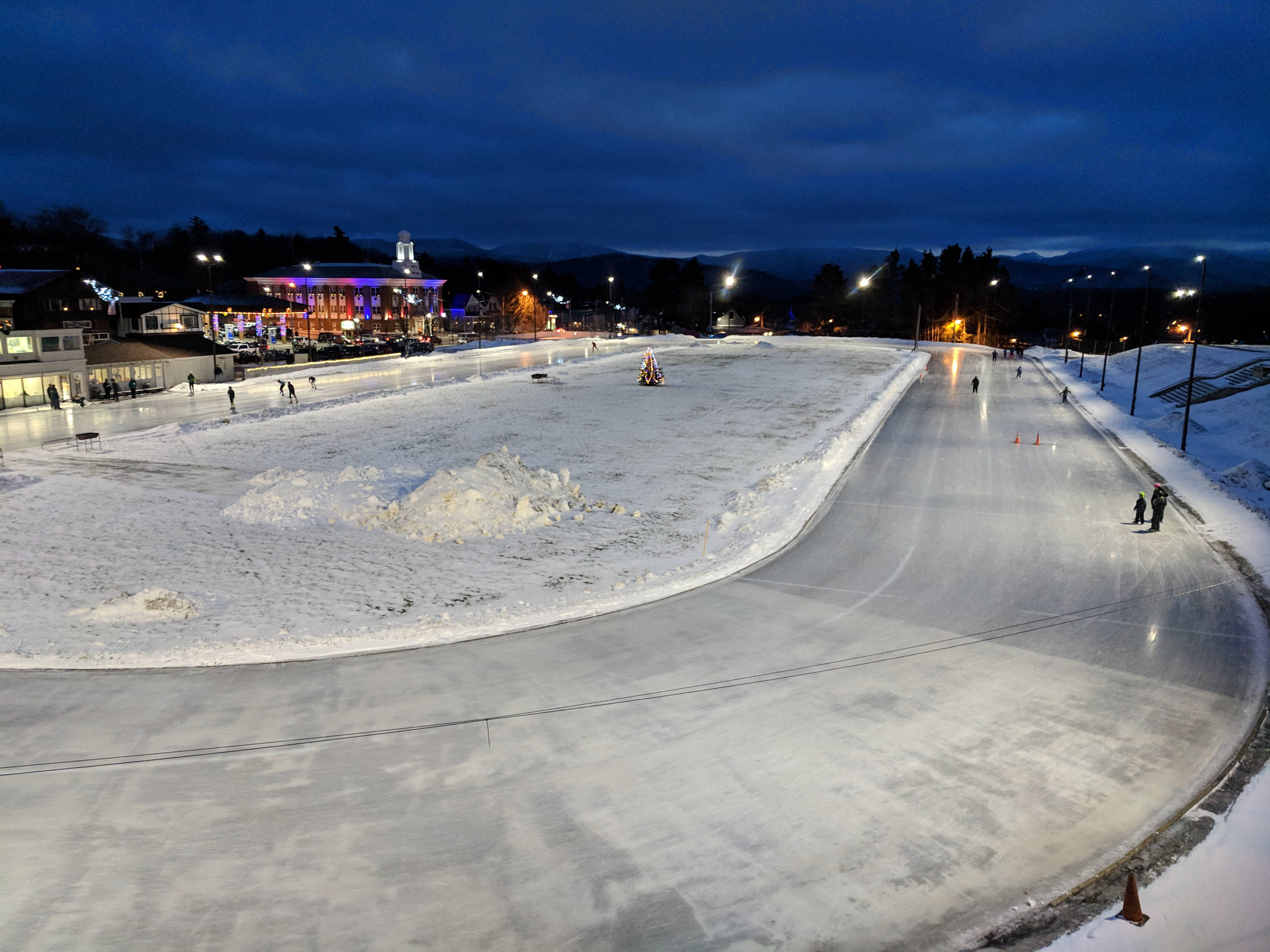
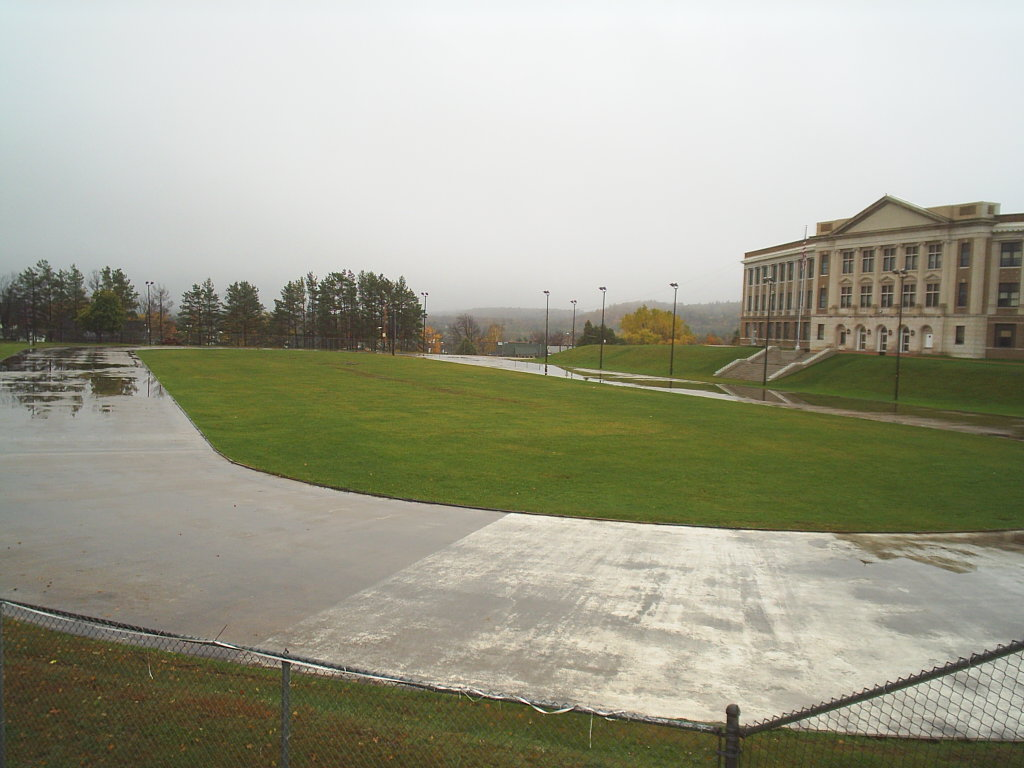